# یاسین برناوی
یاسین برناوی (انگلیسی: Yassin Barnawi؛ زادهٔ ۱ اکتبر ۱۹۹۳) یک ورزشکار اهل عربستان سعودی است.
از باشگاه‌هایی که در آن بازی کرده‌است می‌توان به باشگاه فوتبال القادسیه عربستان سعودی و باشگاه فوتبال الفیصلی عربستان سعودی اشاره کرد.